# Flötenquartett

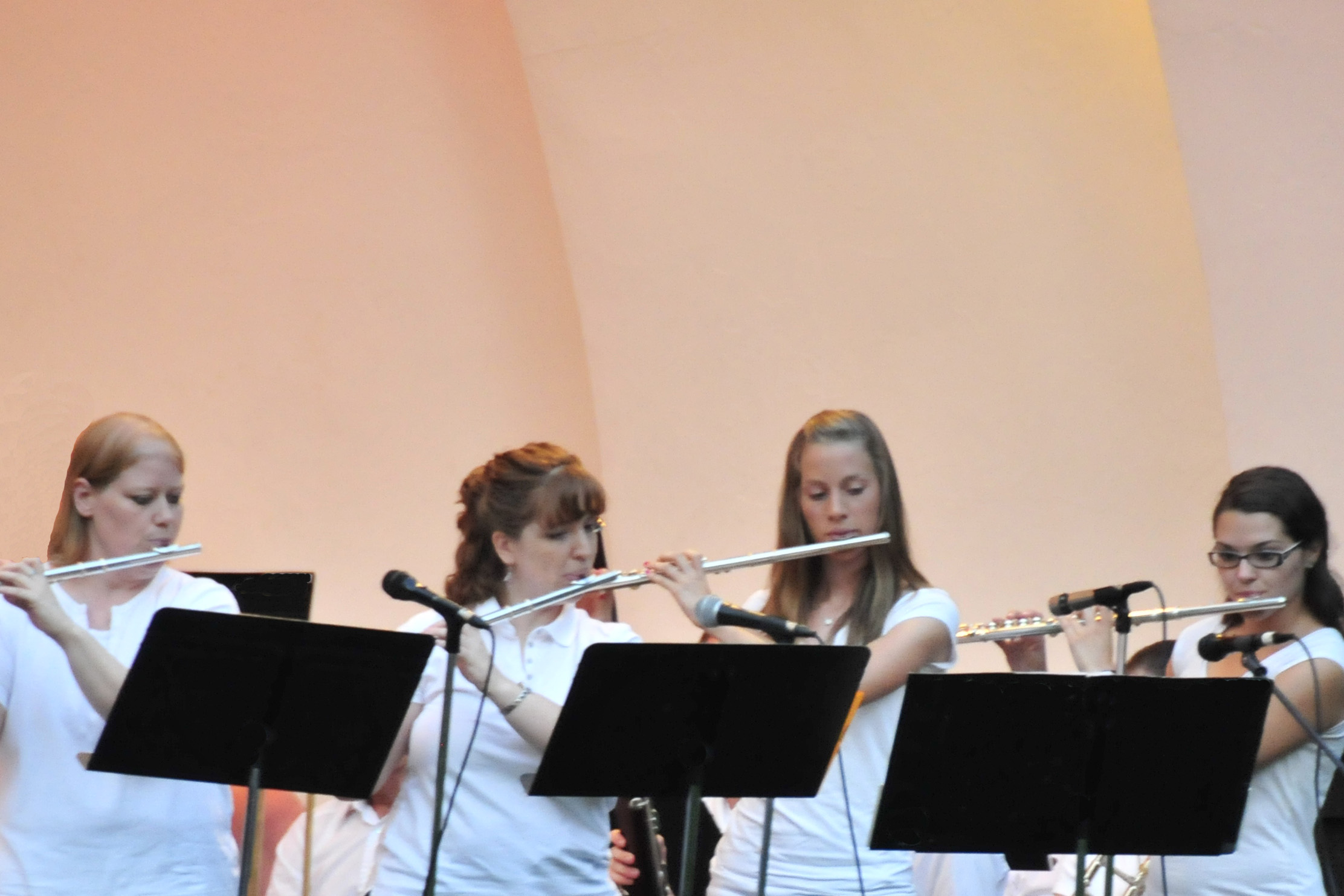
Beispiel eines Flötenquartettes: ECMB (Eau Claire Municipal Band) 2011

Der Begriff Flötenquartett bezeichnet eine kammermusikalische Besetzungsform. Die Bezeichnung wird allerdings auf verschiedene, jeweils aus vier Musikern bestehende Ensembles bzw. dafür entstandene Quartett-Kompositionen angewandt: Zum einen die Besetzung Flöte mit Streichtrio, zum anderen eine Besetzung mit 4 Flöten. In beiden Fällen ist unter Flöte fast stets eine Querflöte zu verstehen.

## Besetzung Flöte mit Streichtrio
Werke der Besetzungsform Flöte, Violine, Viola und Violoncello, die mit dem Streichquartett verwandt ist (die Flöte tritt an die Stelle der 1. Violine) erlebten ihren Höhepunkt um die Mitte der zweiten Hälfte des 18. Jahrhunderts. Neben den 4 Quartetten Wolfgang Amadeus Mozarts (D-Dur KV 285, G-Dur KV 285a, C-Dur KV 285b, A-Dur KV 298), den wohl bekanntesten Gattungsbeiträgen, schrieben zahlreiche weitere Komponisten Werke für diese Besetzung. Zu diesen gehörten beispielsweise Christian Cannabich, Domenico Cimarosa, Franz Danzi, François Devienne, Adalbert Gyrowetz, Joseph Haydn (6 Quartette op. 5, Urheberschaft nicht gesichert), Franz Krommer, Ignaz Pleyel, Anton Reicha, Ferdinand Ries oder Carlo Giuseppe Toeschi (letzterer einer der ersten Komponisten, die für diese Besetzung schrieben). Als Varianten entstanden seltener auch Werke für Kombinationen wie 2 Flöten, Viola und Violoncello (etwa von Johann Christian Bach) oder Flöte, 2 Violinen und Violoncello.
Anders als die Gattung Streichquartett wandten sich Kompositionen für Flötenquartett hauptsächlich an Amateure. 
Die Besetzung Flöte mit Streichtrio erreichte zeitweilig die Beliebtheit des Streichquartetts; deshalb ließen Musikverlage Streichquartette transkribieren (zum Beispiel Quartette von Joseph Haydn). Gioacchino Rossini transkribierte vier seiner 6 Sonate a quattro (ursprünglich für Streicher).
Die aus der Bestimmung für Amateure resultierende eher leichte Faktur der Originalkompositionen versuchte Anton Reicha in seinen Quartetten op. 98 zu verdichten. Im Vorwort der Erstausgabe (Paris, vor 1815) schrieb er:

„Ich habe diese Quartette in der Art Haydns komponiert, das heißt, dass jedes Instrument als selbständige Stimme behandelt ist. Die Liebhaber der Flöte dürfen daher nicht erwarten, dass die Stimme ihres Instruments ständig führt. [...] Dies sind tatsächliche Quartette [...] und nicht Sonaten oder Solos für Flöte mit Begleitung von Violine, Bratsche und Violoncello [...]“

In den ersten Jahrzehnten des 19. Jahrhunderts verdrängte das Streichquartett diese Besetzungsform fast vollständig, und es entstanden kaum mehr neue Kompositionen. Auch aus dem 20. Jahrhundert gibt es nur vereinzelte Beispiele, etwa Werke von Volkmar Andreae (Quartett op. 43), Gottfried von Einem (Quartett op. 85), Krzysztof Meyer (Capriccio per sei strumenti op. 69) oder Aaron Copland (Threnodies I and II).

## Besetzung mit 4 Flöten
Werke für vier Flöten entstanden besonders um die Wende vom 18. zum 19. Jahrhundert. Zu den bekanntesten dieser Zeit zählen Kompositionen von Friedrich Kuhlau (Quartett E-Dur) und Anton Reicha (Quartette op. 12, op. 19), weitere Quartette stammen beispielsweise von Friedrich Hartmann Graf, Anton Bernhard Fürstenau oder Luigi Gianella.
Im 20. Jahrhundert erlebten Quartette mit 4 Flöten eine Renaissance, wobei der Tonraum teilweise durch Verwendung von Piccoloflöte, Alt- oder Bassquerflöte erweitert wurde. Speziell die französische Bläsertradition fand Gefallen an den spezifischen, hellen Klangfarben dieser Besetzung. Beispielhaft sind Werke von Eugène Bozza (Jour d'été à la montagne), Florent Schmitt (Quartett op. 106), Joseph Lauber (Visions de Corse op. 54), Marc Berthomieu (Arcadie), Joseph Jongen (Elégie op. 114,3) und Alexander Tscherepnin (Quartett op. 60). Aus neuerer Zeit stammen beispielsweise Gattungsbeiträge von Walter Feldmann (12 Minuteries), Shigeru Kan-no, Sophie Lacaze und Daniel Theaker (jeweils 3 Quartette) oder Isang Yun.